# Coupe du monde de Formule 1 de course aérienne
Pour les articles homonymes, voir F1 et Formule 1.
La coupe du monde de Formule 1 (en anglais : Air Race 1 World Cup) est une compétition de course aérienne disputée depuis 2014. Les avions utilisés respectent la catégorie de Formule 1.
En 2019, il a été annoncé la création d'une compétition similaire avec des avions électriques (Air Race E) pour 2020, en collaboration avec Airbus et l'université de Nottingham.

## Palmarès
| Année | Date         | Vainqueur         | Avion          | Site               |
| ----- | ------------ | ----------------- | -------------- | ------------------ |
| 2014  | 1er juin     | Christian Guilie  | Arletty II     | Lleida, Espagne    |
| 2015  | 7 juin       | Thom Richard      | Reberry 3M1C1R | Monastir, Tunisie  |
| 2015  | 28 juin      | Thom Richard      | Reberry 3M1C1R | Lleida, Espagne    |
| 2015  | 20 septembre | Thom Richard      | Reberry 3M1C1R | Reno, États-Unis   |
| 2016  | 20 novembre  | Justin Phillipson | Shoestring     | Pattaya, Thaïlande |
| 2017  | 17 novembre  | Tim Cone          | Cassutt IIIM   | Pattaya, Thaïlande |
| 2018  | 18 novembre  | Steven Senegal    | Arnold AR-6    | Wuhan, Chine       |